# AgiliWay
AgiliWay — українсько-американська компанія, що надає послуги з розробки програмного забезпечення та IT-сервісів. Офіси компанії розміщено в Остіні, штат Техас (США), Кракові (Польща), у Львові, Чернівцях та Івано-Франківську (Україна).
У 2018 році компанія випустила свій власний некомерційний продукт — CiviMobile, мобільний додаток для CiviCRM, що обслуговує громадські та неприбуткові організації.

## Історія
Компанія Agiliway була заснована у 2015 році. У травні 2018 року Agiliway представила свій перший власний продукт — мобільний додаток CiviMobile. Станом на лютий 2019 року аплікація мала два основні випуски і була перекладена п'ятьма мовами.
У 2021 році Agiliway пройшла сертифікацію ISO 27001:2013 і та у 2022 була визнана Золотим партнером Microsoft.
У грудні 2021 року Agiliway подарувала нове технічне обладнання кафедрі інформаційних систем та мереж Національного університету «Львівська політехніка».
Після повномасштабного вторгнення 24 лютого 2022 року Росії в Україну, компанія відкрила офіс у Кракові, Польща, та сприяла переміщенню туди своїх співробітників.

## Послуги
Agiliway зосереджена за напрямами:
- ІТ-консалтинг у сфері створення та оптимізації офшорних центрів розвитку в Східній та Центральній Європі;
- розробка програмного забезпечення на замовлення; впровадження та підтримка спеціальних систем CRM (CiviCRM, SuiteCMR, і SugarCRM) і ERP для стартапів, малого і середнього бізнесу, некомерційних громадських організацій тощо;
- аутсорсинг бізнес-процесів.

## Продукт
У липні 2018 року було випущено продукт Agiliway — першу версію CiviMobile. Це мобільний додаток до CiviCRM, який дозволяє використовувати CiviCRM на своєму смартфоні та користуватися додатковими функціями, такими як push-повідомлення, навігація, можливість використання своєї системи управління контактами, а також функціями CRM, що дозволяють створювати, редагувати або видаляти справи, заходи та події. CiviMobile випущено п'ятьма мовами: англійська, німецька, французька, італійська та українська.

## Ресурси Інтернету
- Фахівці Agiliway мають досвід створення інноваційних рішень ШІ (Doświadczenie specjalistów Agiliway w tworzeniu innowacyjnych rozwiązań AI)(пол.)
- Функціональне чи об’єктно-орієнтоване програмування: що обрати і чому варто звернути свою увагу на Clojure. Поради для початківців
- Досвід підключення до Starlink: процедура, налаштування, швидкість
- Як Великдень єднає українців під час війни. Короткі історії від Agiliway
- Звідки я родом: Історія моєї вишиванки. Команда Agiliway розповідає про свої святкові сорочки
- ЦЬОГО РОКУ AGILIWAY ВІДЗНАЧАЄ СВОЄ 7-РІЧЧЯ (THIS YEAR AGILIWAY MARKS ITS 7TH ANNIVERSARY)(англ.)
- Як працює українська ІТ-індустрія під час війни (How the Ukrainian IT Industry Operates During Wartime)(англ.)
- Agiliway Польща: новий центр розвитку та більше можливостей (Agiliway Poland: New Development Center and More Opportunities) (англ.)
- Український IT-ринок у центрі уваги геополітики (Ukrainian IT Market on the Spotlight of Geopolitics Issues)
- Роль ІТ-індустрії у ВВП України (IT Industry Role in Ukrainian GDP)(англ.)
- Як Agiliway розробляє програмне забезпечення для покращення бази продовольчого забезпечення? (Jak Agiliway rozwija oprogramowanie, aby ulepszyć bazę dostaw żywności?)(пол.)
- Agiliway Polska: новий центр розробки та більше можливостей ((Agiliway Polska: Nowe centrum rozwoju i więcej możliwości))(пол.)
- Робота під час війни – досвід компанії з ІТ-галузі